# Conus morilis
Conus morilis é uma espécie de gastrópode do gênero Conus, pertencente a família Conidae.